# عمر بونگو
حاج عمر بونگو اوندیمبا (۳۰ دسامبر ۱۹۳۵ – ۸ ژوئن ۲۰۰۹) که تا پیش از گرویدن به اسلام در سال ۱۹۷۳ آلبر برنار بونگو نام داشت، سیاستمداری گابنی و رئیس‌جمهور گابن برای ۴۲ سال از ۱۹۶۷ تا زمان مرگش در ۲۰۰۹ بود.
عمر بونگو نخست به‌عنوان صاحب‌منصبی جوان در دوران ریاست جمهوری لئون امبا، اولین رئیس‌جمهور گابن، به مقام‌هایی کلیدی گمارده شد تا آنکه در فاصلهٔ سال‌های ۱۹۶۶ تا ۱۹۶۷ معاون رئیس‌جمهور و پس از مرگ امبا در ۱۹۶۷ دومین رئیس‌جمهور این کشور شد.
بونگو تا ۱۹۹۰ رهبری رژیمی تک‌حزبی وابسته به حزب دموکراتیک گابن را برعهده داشت تا آنکه فشار عمومی بر او سبب شد تا مجبور به معرفی سیاستی چند حزبی در کشور شود. او همچنین توانست در اوایل دههٔ ۱۹۹۰ بر مخالفت‌های بسیار با حاکمیت خود فائق آمده و با گردآوردن رهبران مهم مخالفان در کنار خود، بار دیگر به تحکیم قدرتش بپردازد. بونگو سپس در انتخابات بحث‌برانگیز ریاست‌جمهوری سال ۱۹۹۳ و انتخابات بعدی سال‌های ۱۹۹۸ و ۲۰۰۵ انتخاب شد و با افزایش اکثریت وابسته به او، گروه‌های مخالف در هر انتخابات بیشتر مطیع او گردیدند.
بونگو به جهت آنکه تنها منافع خود، خانواده‌اش و خاصگان محلی را مد نظر داشته و کاری به نفع گابن و مردم گابن انجام نداده‌است مورد انتقاد قرار گرفت. برای مثال اوا ژولی، سیاستمدار فرانسوی مدعی شد که در دوران زمامداری عمر بونگو، علی‌رغم افزایش سرانهٔ تولید ناخالص داخلی نفت گابن تا یکی از بالاترین سطوح در آفریقا، تنها سالیانه ۵ کیلومتر آزادراه در این کشور ساخته شد و یکی از بالاترین میزان مرگ و میر نوزادان در جهان تا هنگام مرگ بونگو در ۲۰۰۹ نیز متعلق به گابن بود.
بونگو که سرطان داشت در ژوئن ۲۰۰۹ در اسپانیا درگذشت و پسرش علی بونگو که برای مدتی طولانی از سوی پدرش عهده‌دار مسئولیت‌های اداری کلیدی بود در اوت ۲۰۰۹ به جانشینیش انتخاب شد.
عمر بونگو پس از کناره‌گیری فیدل کاسترو از ریاست‌جمهوری کوبا در سال ۲۰۰۸، طولانی‌ترین دوران ریاست‌جمهوری را داشت و حتی امروزه نیز از او به‌عنوان یکی از رهبران دارای طولانی‌ترین دورهٔ زمامداری در طول تاریخ یاد می‌شود.